# Assassinats a Cornualla
Assassinats a Cornualla (títol original en francès, Meurtres en Cornouaille) és un telefilm francès que forma part de la col·lecció Assassinats a... . El va escriure Fabienne Lesieur i Victor Pavy, i el va dirigir Franck Mancuso. Es va emetre per primera vegada a Bèlgica el 22 d'abril de 2018 al canal La Une. S'ha doblat al català per TV3, que va estrenar-lo el 2 de febrer de 2025.
El rodatge va tenir lloc del 23 de novembre al 20 de desembre de 2017 a Douarnenez, a Finisterre, sobretot al port de Treboull, al refugi marítim de Port-Rhu, al cementiri de vaixells, a l'illa Tristan i al cementiri mariner de Treboull.
És un dels 10 episodis emblemàtics seleccionats per l'RTBF per celebrar el desè aniversari de la col·lecció i que es va incloure durant mig any a la plataforma Auvio.
En el film, el jove pescador Yohann Mahé troba el cadàver de la seva promesa, la Morgane Goadec, a les aigües costaneres de la Cornualla bretona. La Marion i en Tristan, de la policia judicial de Kemper, companys tant de feina com de vida, s'encarreguen de la investigació del crim, que s'entrellaça constantment i indestriablement amb els seus anhels, fins ara frustrats, de formar una família.